# Getryggtjärnarna
Getryggtjärnarna är en sjö i Härjedalens kommun i Härjedalen och ingår i Ljusnans huvudavrinningsområde. Sjön har en area på 0,0586 kvadratkilometer och ligger 498,5 meter över havet.

## Delavrinningsområde
Getryggtjärnarna ingår i det delavrinningsområde (687745-139407) som SMHI kallar för Mynnar i Lofsen. Medelhöjden är 507 meter över havet och ytan är 1,93 kvadratkilometer. Räknas de 3 avrinningsområdena uppströms in blir den ackumulerade arean 33,04 kvadratkilometer. Herrö-Draggan som avvattnar avrinningsområdet har biflödesordning 3, vilket innebär att vattnet flödar genom totalt 3 vattendrag innan det når havet efter 287 kilometer. Avrinningsområdet består mestadels av skog (67 procent) och sankmarker (15 procent). Avrinningsområdet har 0,06 kvadratkilometer vattenytor vilket ger det en sjöprocent på 2,9 procent.